# Christian Mourier-Petersen (politiker)
 Der er flere personer med dette navn, se Christian Mourier-Petersen.
Christian Helenus Mourier-Petersen (26. november 1828 – 30. november 1903) var en dansk godsejer og politiker, bror til A.T.H. og Ferdinand Mourier-Petersen.
Han var søn af godsejer, cand. jur., generalkrigskommissær Christian Petersen (1783-1841) og Anne Marie Mourier (1787-1879), der var af fransk-reformert godsejerslægt. 1854 købte han Gammel Ryomgård, som han ejede til 1902. Ryomgård var i 1804 blevet udstykket, og derfor blev Mourier-Petersen til tider kaldt proprietær på grund af ejendommens størrelse. Senere tilkøbte han Ny Ryomgård og Marienhøj, som var to af de udstykkede ejendomme.
I 1864 lykkedes det ham i Grenaakredsen af slå C.C. Bønløkke ved valget til Folketinget, men han fik kun to år på tinge, førend han i 1866 måtte se sig slået af Bønløkke. Han delte skæbne med mange andre støtter af den gennemsete Grundlov, der blev straffet af vælgerne. Han sad i bestyrelsen for Det danske Hedeselskab og var Ridder af Dannebrog.
4. november 1856 ægtede han på Gammel Estrup komtesse Jensmine Skeel (14. april 1831 på Gl. Estrup – 29. april 1869 på Gl. Ryomgård), datter af grev Christen Skeel til stamhuset Gammel Estrup.